# Museo Nobel
El museo Nobel (en sueco: Nobelmuseet) es un museo situado en la ciudad vieja de Estocolmo en Suecia, en la plaza Stortorget en el mismo edificio (Börshuset) que la Academia Sueca y la Biblioteca Nobel. Abrió sus puertas en 2001, conmemorando los 100 años de Premio Nobel. Presenta los laureados del Premio Nobel, desde 1901, así como sus trabajos, y la vida de Alfred Nobel (1833-1896), describiendo así la evolución de la ciencia durante más de un siglo. El museo también dispone de una galería donde se exhiben objetos donados por los galardonados del premio.

## Historia
El museo Nobel abrió sus puertas en la primavera de 2001 coincidiendo con los 100 años de celebración del Premio Nobel. Desde entonces, ha habido una gran demanda de escolares que querían visitar el museo en un espacio muy reducido. Originalmente se intentó trasladar el museo a un edificio más amplio en Skeppsholmen (más específicamente en la iglesia de Skeppsholmskyrkan), una isleta al este del centro de Estocolmo, que ya contaba con otros museos e instituciones. Actualmente se está construyendo un nuevo edificio en el barrio de Blasieholmen, junto al Museo Nacional de Estocolmo, cuyo arquitecto es David Chipperfield.
Según el manifiesto del museo, sus objetivos son "reflejar y homenajear la memoria de los galardonados del Premio Nobel y sus logros, así como el premio en sí y la figura de Alfred Nobel". Para alcanzar este cometido, el museo ofrece una exhibición, películas, obras teatrales y debates en torno a la ciencia; además de tienda de libros y souvenirs y una cafetería. En la exhibición destacan las figuras de Marie Curie, Nelson Mandela y Winston Churchill, entre otros.
El museo suele mostrar exposiciones creativas como "Bocetos de la ciencia", una exposición de fotografías de 42 galardonados del premio con su propio boceto de su descubrimiento o logro. Esta exposición también se ha mostrado en otras partes del mundo, como Dubái y Singapur.
Para los visitantes que quieran llevarse un pedacito del museo a casa, pueden encontrar en la tienda de souvenirs objetos sobre Alfred Nobel y el museo.